# Roger Glover
Roger David Glover (* 30. listopadu 1945, Brecon, Wales) je velšský baskytarista a hudební producent, nejvíce známý jako člen skupiny Deep Purple.

## Život
Narodil se v Brecon ve Walesu, brzy poté se rodina přestěhovala do anglického St Helens a, když mu bylo deset let, na londýnské předměstí South Kensington. Ve svých třinácti letech začal hrát na kytaru a brzy poté jako baskytarista založil skupinu Madisons. V roce 1964 spoluzaložil skupinu Episode Six, ke které se později přidal zpěvák Ian Gillan. Dvojice Glover/Gillan ze skupiny odešla v roce 1969 a oba se připojili ke kapele Deep Purple. Po čtyřech letech, kdy skupina nahrála nejznámější alba jako například In Rock nebo Machine Head, Byl vyhozen a nahrazen baskytaristou Glennem Hughesem a stal se hudebním producentem skupin jako Judas Priest, Nazareth a Elf. Také vydal dvě sólová alba, Butterfly Ball (1974) a Elements (1978). Také se podílel na pěti albech skupiny Rainbow. V roce 1984 nahrál další sólové album Mask. Ještě ten samý rok se připojil k obnoveným Deep Purple, kde působí dodnes. Roku 1988 nahrál spolu s Gillanem album Accidentally on Purpose; roku 2002 vydal sólové album Snapshot a v roce 2011 pak If Life Was Easy.